# Drimiopsis linioseta
Drimiopsis linioseta är en sparrisväxtart som beskrevs av Hankey och Lebatha. Drimiopsis linioseta ingår i släktet Drimiopsis och familjen sparrisväxter.
Artens utbredningsområde är Mpumalanga. Inga underarter finns listade i Catalogue of Life.